# Norbert Trieloff
Norbert Trieloff, född 24 augusti 1957 i Rostock, Östtyskland, är en östtysk fotbollsspelare.
Norbert Trieloff började spela fotboll för SG Dynamo Rostock-Mitte. Han värvades till BFC Dynamos ungdomsakademi vid 14 års ålder och fick samtidigt börja i elitidrottsskolan (KJS) "Werner Seelenbinder" i Alt-Hohenschönhausen i Östberlin.
Norbert Trieloff spelade som försvarare för BFC Dynamo mellan 1974 och 1987, där han tog flera ligatitlar. Han ingick också i det östtyska lag som vann OS-silver i fotbollsturneringen vid de olympiska sommarspelen 1980 i Moskva. För sin insats i de Olympiska spelen fick han den Patriotiska förtjänstorden i brons, tillsammans  med sina lagkamrater.
Norbert Trieloff utbildade sig till sjukgymnast efter Tysklands återförening och startade ett eget företag i Hamm i Nordrhein-Westfalen år 1996. Supportrar till BFC Dynamo grundade en gång i tiden en supporterklubb i Norbert Trieloffs namn. Norbert Trieloff är fortfarande en institution bland fotbollssupportrar och tar än idag emot förfrågningar om autografer.

### Fotnoter
1. ↑  http://www.sports-reference.com/olympics/summer/1980/FTB/mens-football.html Arkiverad 6 oktober 2014 hämtat från the Wayback Machine. Herrarnas fotbollsturnering vid sommar-OS 1980 på Sports-reference.com
2. ↑  BFC Dynamo-Spieler von A-Z Arkiverad 18 maj 2008 hämtat från the Wayback Machine.
3. ↑  Östtyskland 1981/82
4. ↑  Heinrich Göbel Oberschule[död länk]